# Mesorregión Sur Espírito-Santense
La mesorregión Sur Espírito-Santense es una de las cuatro  mesorregiones del estado brasileño del  Espíritu Santo. Es formada por la unión de 22 municipios agrupados en tres  microrregiones.

## Microrregiones
- Alegre
- Cachoeiro de Itapemirim
- Itapemirim

- Datos: Q2060437